# Aquarius (sport drink)
Aquarius è uno sport drink prodotto dalla Coca-Cola Company. Fu venduto per la prima volta in Giappone nel 1983 come sport drink a base di frutta, per contrastare la marca competitrice di sport drink chiamata Pocari Sweat. Fu introdotto nel mercato in Spagna e Portogallo nel 1991 e divenne bevanda ufficiale dei XXV giochi olimpici, tenutisi a Barcellona
Al momento è venduta in Belgio, Brasile, Islanda, Indonesia, Irlanda, Giappone, Lussemburgo, Paesi Bassi, Norvegia, Portogallo, Spagna e, dal 2006 al 2010, in Italia.

## Prodotti Aquarius

### Belgio
- Aquarius Grapefruit
- Aquarius Lemon
- Aquarius Orange
- Aquarius Blue Ice
- Aquarius Perform
- Aquarius Red Blast

### Giappone
- Aquarius
- Aquarius Active Diet
- Aquarius Freestyle
- Aquarius Real-Pro
- Aquarius Vitamin Guard

### Spagna
- Aquarius (gusto limone)
- Aquarius Naranja (gusto arancia)
- Aquarius versión 3 (gusto Coca-Cola). Questa versione era stata lanciata nel 2006 in Spagna per un possibile commercio solo in Europa ma è stata ritirata.